# Józef Maroszek (historyk)
Józef Maroszek (ur. 18 października 1950 w Białymstoku, zm. 20 sierpnia 2024 tamże) – polski historyk.

## Życiorys
Był bratankiem konstruktora broni i wieloletniego wykładowcy Politechniki Warszawskiej, także Józefa Maroszka.
W 1974 ukończył studia historyczne na Uniwersytecie Warszawskim, w 1981 uzyskał tam stopień naukowy doktora. W 2000 habilitował się na Uniwersytecie Mikołaja Kopernika w Toruniu. Od 2002 był profesorem Uniwersytetu w Białymstoku, gdzie pracował w Instytucie Historii i Nauk Politycznych. Aktywny w tworzeniu białostockiego środowiska historycznego, promotor 6 obronionych tam doktoratów.
W 2015 roku został odznaczony za ratowanie polskiego dziedzictwa kulturowego.
Profesor Józef Maroszek przez wiele lat był wykładowcą Instytutu Historii Uniwersytetu Białymstoku (kierował Zakładem Historii Regionalnej) oraz prezesem Białostockiego Towarzystwa Naukowego.
W swej pracy naukowej podejmował badania, m.in. nad:
- nowożytnymi dziejami Wielkiego Księstwa Litewskiego i Podlasia, ze szczególnym uwzględnieniem pogranicza na linii rzek Biebrza i Brzozówka,
- ochroną dziedzictwa kulturowego Litwy i Korony,
- losami Polaków na Kresach północno-wschodnich w XX w.

Publikacje Józefa Maroszka, szczególnie te z dziedziny historii regionalnej (od Drohiczyna, Białowieży poprzez Jałówkę, Supraśl, Świętą Wodę, Korycin, Knyszyn, Trzcianne, Goniądz po Bobrę Wielką, Pawłowicze, Łosośnę Małą, Tołoczki Wielkie i jeszcze dalej na Wschód – na szlak mickiewiczowski – oraz po Raków, Rudawę i Iwieniec) – poświęcone są tematyce przybliżającej dzieje okolicznych ziem.
Jego zainteresowania naukowe ewoluowały od historii gospodarczo-społecznej do badań nad dziejami osadnictwa oraz przemian gospodarczych i kulturowych na terenie Podlasia.
Większość prac, które wyszły spod pióra Józefa Maroszka koncentruje się na problematyce historii dawnego pogranicza Korony i Wielkiego Księstwa Litewskiego w okresie od wczesnego średniowiecza po wiek XX.
W 2020 roku Profesorowi Józefowi Maroszkowi w siedemdziesiątą rocznicę urodzin, pod red. Ewy Rogalewskiej - zostały ofiarowane prace pt. "Historia, tradycja, pamięć" (Prace Białostockiego Towarzystwa Naukowego, ISSN 0067-6470; nr 54).

## Wybrane publikacje
- Rzemiosło w miastach podlaskich w XVI-XVIII w., Warszawa 1976
- Katalog parków i ogrodów zabytkowych woj. białostockiego, t. I-XII, Białystok 1988
- Targowiska wiejskie w Koronie Polskiej w XVII i XVIII w., Białystok 1990
- Prawa i przywileje miasta i dóbr ziemskich Zabłudów, Białystok 1994
- Klasztory Podlasia – źródła kultury i świadomości narodowej, Białystok 1995
- Dziedzictwo unii kościelnej w krajobrazie kulturowym Podlasia, Białystok 1996
- Księga wizyty dziekańskiej dekanatu podlaskiego, Białystok 1996
- Akta albo sprawy Knyszyna 1553-1580 (wstęp i opracowanie J. Maroszek), Białystok 1999
- Pogranicze Litwy i Korony w planach króla Zygmunta Augusta – z dziejów realizacji myśli monarszej między Niemnem a Narwią, Białystok 1999